# Nationales Museum der Geschichte der Ukraine im Zweiten Weltkrieg

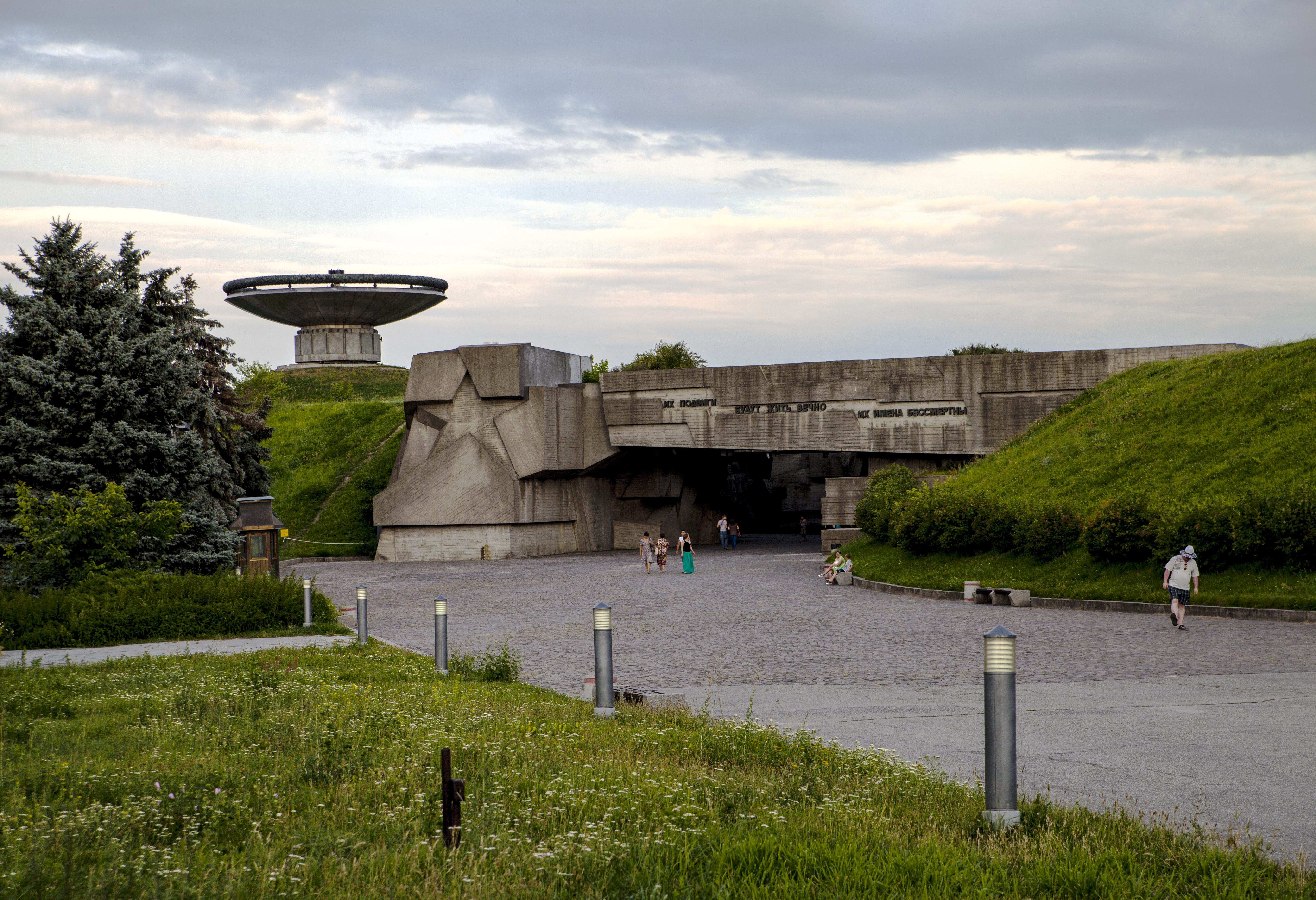
Das Nationale Museum der Geschichte der Ukraine im Zweiten Weltkrieg, 2013

Museum mit der Mutter Ukraine

Das Nationale Museum der Geschichte der Ukraine im Zweiten Weltkrieg (ukrainisch Національний музей історії України у Другій світовій війні) ist eine Erinnerungsstätte, die des Deutsch-Sowjetischen Krieges gedenkt und im südlichen Außenbezirk des Stadtteils Petschersk von Kiew, der Hauptstadt der Ukraine, liegt. Das Museum befindet sich auf einer Hügelgruppe an der rechten Uferseite des Flusses Dnepr.
Das Museum hatte zweimal seinen Standort gewechselt, bevor es am 9. Mai 1981 feierlich vom sowjetischen Staatschef Leonid Iljitsch Breschnew eröffnet wurde. Am 21. Juni 1996 erhielt das Museum seinen gegenwärtigen Status als Nationalmuseum, durch ein Dekret von Leonid Kutschma, dem Präsidenten der Ukraine.
Es ist eines der größten Museen der Ukraine (mehr als 300.000 Besucher pro Jahr) mit der Mutter Ukraine im Zentrum und eine der besucherstärksten Sehenswürdigkeiten von Kiew.

## Gebäudekomplex
Das Gelände umfasst ein Gebiet von zehn Hektar. Dort steht auch die Riesenschale mit der „Ewigen Flamme“, eine Gedenkstätte, die Militärgerät aus dem Zweiten Weltkrieg ausstellt. Ebenso befindet sich dort die „Allee der Heldenstädte“. Weiterhin gibt es dort die Skulpturen Überquerung des Dnepr und Übergabe der Waffen, die Galerie der Helden an der Front und im Hinterland. Eines der Museen zeigt unter anderem die Kriegsausrüstung der Sowjetischen Armee nach dem Zweiten Weltkrieg.